# Ian Scheckter
Pour les articles homonymes, voir Scheckter.
Ian Scheckter, né le 22 août 1947 à East London (Afrique du Sud), est un pilote automobile sud-africain. Auteur au niveau national d'une jolie carrière qui l'a mené jusqu'à la Formule 1 où il a disputé 18 GP sans parvenir à engranger de point, il est resté dans l'ombre de son frère cadet Jody Scheckter, champion du monde en 1979.

## Biographie
Ian Scheckter fait ses débuts en Formule 1 à l'occasion du GP d'Afrique du Sud 1974. Sur la grille de départ, il rejoint son frère Jody (de trois ans son cadet) qui après des débuts tumultueux, s'affirme comme l'un des grands espoirs de la discipline. Mais alors que Jody est titulaire dans la puissante écurie Tyrrell Racing, Ian doit se contenter d'un volant sur une Lotus privée du Team Gunston. Il fait une deuxième apparition en fin d'année sur une Hesketh lors du GP d'Autriche, mais sans parvenir à se qualifier.
En 1975, Ian participe à nouveau à son Grand Prix national, cette fois sur une Tyrrell privée du Lexington Racing. Il renonce à la suite d'un accident tandis que son frère (sur une Tyrrell officielle) décroche la victoire. Quelques semaines plus tard, grâce à un apport budgétaire, il dispute deux courses pour le compte de l'écurie Williams première mouture.
Après une unique apparition en F1 en 1976 (à nouveau sur une Tyrrell du Lexington Racing en Afrique du Sud) et des tests de la March 2-4-0, il parvient en 1977 à obtenir un volant à temps plein chez March grâce au soutien financier de la branche sud-africaine d'un puissant sponsor tabac. Mais sa saison s'avère décevante et Ian décroche une modeste 10e place à Zandvoort en guise de meilleur résultat. Il retourne alors en Afrique du Sud, où il continuera à briller pendant plusieurs années dans des épreuves nationales. 

## Résultats en championnat du monde de Formule 1
| Saison | Écurie                                      | Châssis                               | Moteur      | Pneus    | GP disputés | Points | Classement |
| ------ | ------------------------------------------- | ------------------------------------- | ----------- | -------- | ----------- | ------ | ---------- |
| 1974   | Team Gunston Hesketh Racing                 | Lotus 72E Hesketh 308                 | Cosworth V8 | Goodyear | 1           | 0      | n.c.       |
| 1975   | Frank Williams Racing Cars Lexington Racing | Williams FW04 Williams FW Tyrrell 007 | Cosworth V8 | Goodyear | 3           | 0      | n.c.       |
| 1976   | Lexington Racing                            | Tyrrell 007                           | Cosworth V8 | Goodyear | 1           | 0      | n.c.       |
| 1977   | Team Rothmans International                 | March 761B March 771                  | Cosworth V8 | Goodyear | 13          | 0      | n.c.       |